# Christian Friedrich Rolle
Christian Friedrich Rolle (* 14. April 1681 in Halle (Saale); † 25. August 1751 in Magdeburg) war ein deutscher Organist und Komponist des Barock.

## Leben
Rolle stammt, ähnlich wie Johann Sebastian Bach, aus einer mitteldeutschen Musikerfamilie, deren Heimat Halle ist und deren erster nachweisbarer Vertreter der im Jahre 1681 in Halle
erwähnte Schallmeypfeiffer Simon Rolle ist. Über Christian Friedrich Rolles Kindheit und Jugend ist nichts bekannt.
Rolle wurde im Jahre 1709 als Quedlinburger Stadtkantor mit dem Titel Director musices
in das Stadtkantorat der Marktkirche St. Benedikti in Quedlinburg berufen und heiratete im Jahre 1711 die Offizierstochter Anna Sophia Kramer aus Halberstadt. Rolle nahm im Jahre 1716 an der Revision der von Christoph Cuntzius neu erbauten und bedeutenden Orgel der Marienkirche in Halle teil, Orgelprüfer waren neben ihm auch Johann Sebastian Bach und Johann Kuhnau aus Leipzig.  
Am 19. November 1721 wurde Rolle als Nachfolger von Benedictus Christiani in das Generalkantorat der Kirche St. Johannis in Magdeburg berufen und am 13. Februar 1722 in sein Amt eingeführt. Am Magdeburger Altstädtischen Gymnasium erteilte er Musikunterricht, war aber aufgrund seines hohen Ansehens von allen anderen Lehrverpflichtungen entbunden.
Im Jahre 1722 bewarb sich Rolle neben Johann Friedrich Fasch und Georg Philipp Telemann um die Nachfolge des verstorbenen Leipziger Thomaskantors Johann Kuhnau, auf die Stelle wurde  allerdings schließlich Johann Sebastian Bach berufen.

## Nachkommen
Christian Friedrich Rolle hatte vier Söhne, von denen sein dritter Sohn Johann Heinrich Rolle von ihm selbst ausgebildet wurde und ein ebenfalls musikgeschichtlich bedeutsamer Komponist war.

## Werke
- Matthäus-Passion (1728)
- Das bis zum Tode am Creutz geduldige Lamm Gottes, Passion nach Markus (1737)
- Johannes-Passion (1738)
- Lukas-Passion (1744)
- Matthäus-Passion (Zweite Komposition) (1747)
- Violin-Sonate G-Dur